# Milnors förmodan
Inom matematiken är Milnors förmodan en förmodan framlagd av John Milnor (1970) om en beskrivning av Milnors K-teori (mod 2) av en allmän kropp F med karakteristik skild från 2 med hjälp av Galoiskohomologi (eller ekvivalent étalekohomologi) av F med koefficienter i Z/2Z. Den bevisades av Vladimir Voevodsky (1996, 2003a, 2003b).

## Satsen
Låt F vara en kropp av karakteristik skild från from 2. Då finns det en isomorfi
{\displaystyle K_{n}^{M}(F)/2\cong H_{{\acute {e}}t}^{n}(F,\mathbb {Z} /2\mathbb {Z} )}
för alla n ≥ 0, där K betecknar Milnorringen.

## Om beviset
Vladimir Voevodskys bevis använder sig av flera idéer av Voevodsky, Alexander Merkurjev, Andrei Suslin, Markus Rost, Fabien Morel, Eric Friedlander och flera, däribland den nyligen utvecklade teorin av motivisk kohomologi och den motiviska Steenrodalgebran.

## Generaliseringar
Analogin av detta resultat för primtal andra än 2 var känt som Bloch–Katos förmodan. Arbete av Voevodsky och Markus Rost resulterade i ett bevis av denna förmodan år 2009; resultatet är numera känt som normrestisomorfissatsen.